# Reiphólsfjöll
Reiphólsfjöll är en bergskedja i republiken Island. Den ligger i regionen Västfjordarna, 170 km norr om huvudstaden Reykjavík.
Reiphólsfjöll sträcker sig 17,7 km i sydvästlig-nordostlig riktning. Den högsta punkten är 903 meter över havet.
Topografiskt ingår följande toppar i Reiphólsfjöll:
- Ketilleira
- Múlatafla